# Fricativa eyectiva alveolar
La fricativa eyectiva alveolar es un tipo de consonante eyectiva, utilizado en algunas lenguas habladas. Su símbolo en alfabeto fonético internacional es sʼ.

## Aparición
| lengua     | lengua                  | palabra  | AFI       | significado | notas                                   |
| ---------- | ----------------------- | -------- | --------- | ----------- | --------------------------------------- |
| Adigués    | Dialecto shapsug        | сӏэ      | [sʼə]ⓘ    | 'nombre'    | corresponde a [tsʼ] en otros dialectos. |
| Ganza: 101 | Ganza: 101              | [sʼásʼà] | [sʼásʼà]  | 'grueso'    |                                         |
| Hausa      | Hausa                   | tsutsa   | [sʼusʼa]  | 'gusano'    | alófono de /tsʼ/ en algunos dialectos   |
| Keres      | Keres                   | s'eeka   | [sʼeːkʰa] | 'seguro'    |                                         |
| Siux       |                         |          |           |             |                                         |
| Tlingit    | Tlingit                 | sʼeek    | [sʼiːkʰ]ⓘ | 'oso'       |                                         |
| Totonaco   | Alto totonaco de Necaxa | [ˈsʼa̰ta̰] | [ˈsʼa̰ta̰]  | 'pequeño'   |                                         |